# Tiro ao Álvaro
"Tiro ao Álvaro" é uma canção gravada pelo cantor e compositor Adoniran Barbosa e pela cantora Elis Regina para seu último álbum de estúdio, Elis (1980). A faixa foi co-escrita por Barbosa e Osvaldo Moles em 1960, mas foi censurada pela ditadura militar em sua tentativa de lançamento em 1973, por conter uma letra humorística com palavras propositadamente incorretas. É uma canção do típico samba paulista de Adoniran Barbosa. Entre outras regravações, a canção já foi gravada pelo grupo Demônios da Garoa, por Diogo Nogueira, por Zélia Duncan e foi parte da trilha sonora da telenovela Haja Coração, da Rede Globo, na voz de Péricles.
Também teve duas gravações desta música feitas pelo Grupo Raça Negra, a primeira em 1993 como música para a novela O Mapa da Mina e a segunda versão ao vivo no primeiro CD Ao Vivo, em 1996.

## História
O título da canção se refere ao esporte de tiro ao alvo. Durante a ditadura militar, pessoas que contrariavam o regime eram considerados “alvos”. Barbosa, para evitar ser censurado, substituiu o termo pelo nome Álvaro, que tem assonância com “alvo”.
Mesmo assim, a canção foi censurada com a justificativa de que a "falta de gosto impede a liberação da letra", graças a certas palavras escritas com ortografias marginais à norma-padrão da língua, como "frechada", "táubua", "automorve" e "revorve" no lugar de "flechada", "tábua", "automóvel" e "revólver", respectivamente.

## Outras gravações desta música
- 1990 — Demônios da Garoa
- 1993 e 1996 - Raça Negra (a primeira para a trilha sonora de O Mapa da Mina)
- 2007 — Diogo Nogueira
- 2010 — Zélia Duncan
- 2016 — Péricles (para a trilha sonora de Haja Coração)